# 蘇利亞地區 (委內瑞拉)

蘇利亞地區

蘇利亞地區（西班牙語：Región Zuliana）是委內瑞拉的9個政治行政區域之一，範圍僅包含蘇利亞州一州。人口3,520,376人，面積63,100平方公里。最大城市為馬拉開波。
蘇利亞地區位於委內瑞拉西北部，境內擁有南美洲最大湖泊馬拉開波湖。蘇利亞因其石油和礦產開採而具有重要經濟地位，但該地區同時也是委內瑞拉的主要農業區之一。
- 馬拉開波湖
- 石油工業
- 馬拉開波